# Sorrisi 40 anni vissuti insieme
Sorrisi 40 anni vissuti insieme è stato un programma televisivo italiano, andato in onda in quattro puntate, trasmesse il 27 settembre ed il 4-11-18 ottobre 1991 su Canale 5.
Il programma celebrava i 40 anni di TV Sorrisi e Canzoni e veniva trasmesso dallo Studio 11 di Cologno Monzese, sede nazionale della Fininvest (oggi Mediaset). La trasmissione era divisa in vari argomenti: la musica veniva raccontata da Gianni Morandi, la televisione da Corrado, il cinema da Vittorio Gassman, le barzellette da Gino Bramieri, lo sport da Nando Martellini, la politica da Enzo Biagi e Giulio Andreotti, il balletto da Milly Carlucci e Steve La Chance e la moda da Ombretta Colli.
In questo programma fece la sua prima apparizione in Italia la top model Claudia Schiffer.